# 上久春内駅
上久春内駅（かみくしゅんないえき）は、樺太泊居郡久春内村に存在した鉄道省樺太西線の駅。

## 歴史
- 1937年（昭和12年）12月1日 - 樺太庁鉄道西海岸線泊居駅 - 久春内駅間開通により開業。
- 1943年（昭和18年）4月1日 - 南樺太の内地化により、鉄道省に移管。
- 1945年（昭和20年）8月 - ソ連軍が南樺太へ侵攻、占領し、駅も含め全線がソ連軍に接収される。
- 1946年（昭和21年）2月1日 - 日本の国有鉄道の駅としては廃止。
- 1946年4月1日 - ソ連国鉄に編入。ロシア語駅名は「イリインスク　ユージヌイ」。

## 運行状況
- 上りは本斗駅行きが2本、真岡駅行きが1本運行されていた。
- 下りは久春内駅行きが3本が運行されていた。

## 隣の駅
鉄道省樺太鉄道局
樺太西線
樺太名寄駅 - 上久春内駅 - 久春内駅
ロシア鉄道
アルセンチエフカ-イリインスク線（日本時代に真久線として計画、ソ連編入後に開通）
アルセンチエフカ駅 - イリインスク＝ユージヌイ駅 - イリインスク駅